# Обомсавин, Аланис
Aланис Обомсавин (англ. Alanis Obomsawin; также Обомосавин; род. 31 августа 1932, Лебанон, округ Графтон, Нью-Гэмпшир, США) — канадский режиссёр и сценарист индейского происхождения, автор документальных фильмов об индейцах (и вообще коренных народах) Канады, снятых для Канадского национального управления кинематографии. Её наиболее известной работой является документальный фильм «Kaнехсатаке: 270 лет сопротивления» об Окском кризисе 1990 года.
Великий офицер Национального ордена Квебека и компаньон ордена Канады, лауреат премии генерал-губернатора Канады в визуальных и медиа-искусствах.

## Биография
Обомсавин родилась в США. Затем жила в Монреале. В возрасте шести месяцев её мать уехала на родину, в резервацию индейского племени абенаки Оданак в Центральном Квебеке, где Аланис жила до 9 лет. Теофиль Панадис (фр. Théophile Panadis), двоюродный брат её матери, познакомил Aланис с культурой и историей абенаки, научил её многим традиционным песням и легендам этого народа. Позже, Обомсавин и её родители уехали Труа-Ривьер, где были единственной индейской семьей. Оказавшись изолированной, и мало зная французский и английский языки, Обомсавин лелеяла песни и рассказы своего народа, которые она узнала в резервации.
У Обомсавин есть ребёнок, дочь Кисос Обомсавин (англ. Kisos Obomsawin), которая родилась в 1969 году.

## Карьера в кино
Обомсавин сняла свой первый документальный фильм для Канадского национального управление кинематографии Christmas at Moose Factory в 1971 году. По данным на ноябрь 2016 она являлась режиссёром 49 фильмов.
Обомсавин впервые привлекла внимание Канадского национального управления кинематографии в середине 1960-х годов, когда она провела серию концертов для сборов средств на оплату строительства плавательного бассейна в резервации Oданак. Дети в её общине больше не могли купаться в реке Святого Франциска, но и использовать бассейн в соседней общине им не разрешалось, так как он был открыт только для белых жителей. Успех Обомсавин в сборе средств на строительство бассейна для детей Oданака, стал темой получасовой программы CBC-TV, которая была замечена продюсерами Канадского национального управления кинематографии Джо Кёнигом и Бобом Вероллом. Обомсавин, придя на встречу с продюсерами, обнаружила, что Канадское национальное управление кинематографии помимо прочего занимается производством образовательных фильмов для школ.
В результате, Канадское Национальное Управление Кинематографии пригласило певицу и рассказчицу для работы в качестве консультанта на фильме о первых нациях Канады, её аборигенов. Далее, Обомсавин стала снимать собственные фильмы, продолжая при этом бороться за справедливость для её народа. Как говорит Обомсавин, её главной целью является образование окружающего её общества на тему острых вопросов касающихся коренных народов Канады.

## Работы вне кино
В 1960 году Обомсавин дебютировала как певица в Нью-Йорке. Она гастролировала в Канаде, США и Европе как исполнительница, одновременно оказывая гуманитарную помощь университетам, музеям, тюрьмам и центрам искусства, также выступала на фестивалях народного искусства. На фолк-фестивале Марипоса (англ. Mariposa Folk Festival) в 1960-х годах Аланис даже заведовала собственной сценой. Её альбом 1988 года Bush Lady собрал традиционные песни народа абенаки, а также оригинальные композиции.
На протяжении более 25 лет Обомсавин работала гравёром и принтмейкером, с выставками в Канаде и в Европе. В её работах часто встречаются изображения матери и ребёнка, они также сочетают в себе материал из её собственных снов с духами животных и историческими событиями. В 2007 году её работы были выставлены в Доме Лакомб (фр. Maison Lacombe) в Квебеке.

## Личные награды и почести
В ноябре 2016 года Обомсавин получила от Торонтской Ассоциации Кинокритиков премию имени канадского телеведущего и журналиста Клайда Гилмора за значительный вклад в канадское кино и культуру. Также в 2016 году, она получила две высшие награды Квебека. В июне Обомсавин стала Великим офицером Национального ордена Квебека, а в ноябре она получила от провинциального правительства за вклад в кинематограф Квебека Премию кинорежиссёра Альбера Тессье.
В октябре 2015 года Обомсавин получила Награду за прижизненные достижения от Международного кинофестиваля в Вальдивия (Чили). В феврале 2015 года Монреальская информационно-пропагандистская группа искусств «Художники за мир» (англ. Artistes pour la paix) наградили Аланис Премией за прижизненные достижения. В марте того же года она была среди первых 35 человек, награждённых Орденом искусства и литературы Квебека (фр. Ordre des Arts et des Lettres du Québec).
В 2013 году Обомсавин стала почётным членом Королевского общества Канады. В январе 2016 года Академия канадского кино и телевидения объявила, что на 2-й церемонии вручения Премии (Canadian Screen Awards) Обомсавин получит премию за исключительный вклад в общественные и государственные службы. В 2013 году на Международном Кинофестивале в Торонто, она стала призёром премии Birks Diamond Tribute для Женщины года в кинематографе.
В 2010 году журнал «Плэйбек» объявил Обомсавин новым членом Зала славы канадского кино и телевидения. Весной 2009 года Обомсавин была удостоена специальной ретроспективы во время канадского международного кинофестиваля документального кино Hot Docs и получила награду фестиваля за выдающиеся достижения. Другая ретроспектива её работ состоялась 14—26 мая 2008 года в музее современного искусства в Нью-Йорке. В том же месяце она была удостоена высокой чести для Канады, получив награду генерал-губернатора Канады в Ридо-холл в Оттаве за выдающиеся достижения в сфере искусств.
В марте 2001 года Обомсавин получила Премию генерал-губернатора Канады в сфере визуальных и медиа-искусств (англ. Governor General's Award in Visual and Media Arts). Она является Офицером Ордена Канады. Среди других наград Обомсавин также Приз Луминария за достижения от Кинофестиваля в Санта-Фе, Pioneer Award от Международной ассоциации документалистов, Награду за выдающиеся заслуги в качестве режиссёра от Toronto Women in Film and Television’s (TWIFT), премию Канадского фонда первых наций за достижение в сфере искусств (англ. Canadian Native Arts Foundation National Aboriginal) и награду за выдающийся вклад от Канадской ассоциации социологии и антропологии (англ. Canadian Sociology and Anthropology Association, CSAA). Это была первая награда выданная CSAA человеку не работающему в качестве учёного.
В список других званий Обомсавин входят почётное звание от художественного Колледжа Онтарио, звания почётного доктора литературы университетов Йорка, Карлтона и Британской Колумбии (май 2010), почётного доктора права университетов Конкордия, Далхаузи (апрель 2016) и Западного Онтарио (октябрь 2007). Она также преподавала в летнем институте кино и телевидения в Оттаве.
Обомсавин была Председателем совета директоров убежища для женщин первых наций в Монреале и состоит в Консультативном совете коренных народов Канады. Также она была членом правления Студии 1, студии коренных народов при Канадском Национальном Управление Кинематографии (NFB) и бывшим советником по новыми инициативами в кино для цветных женщин и женщин коренных народов при Студии D.
Будучи членом Совета директоров «Голоса коренных народов» (англ. Aboriginal Voices), она была среди инициаторов получения радио лицензии для организации. Как член Советов директоров Телевизионной сети коренных народов (англ. Aboriginal Peoples Television Network), Обомсавин также является членом Совета Общественного телевидения Вермонта и Международного Национального географического общества.
Вклад Обомсавин в документальный кинематограф и в кино коренных народов был признан настолько важным, что теперь, её именем названы две кинонаграды. С 2010 года, ImagineNATIVE Film + Media Arts Festival присуждает «Премию Аланис Обомсавин за лучшый документальный фильм», а начиная с 2011 года «Синема Политика» периодически награждает одного выдающегося режиссёра «Премией Аланис Обомсавин за преданность общественности и социальное противостояние» (англ. Alanis Obomsawin Award for Commitment to Community and Resistance), которая была вдохновленна «Бесконечной и вдохновляющей преданностью мисс Обомсавин правам человека и правосудию»

## Фильмография
- 1971 — Christmas at Moose Factory
- 1972 — History of Manowan: Part 1
- 1972 — History of Manowan: Part 2
- 1977 — Amisk
- 1977 — Mother of Many Children (фр. «Mère de tant d’enfants»)
- 1979 — Canada Vignettes: Wild Rice Harvest Kenora (фр. «Canada vignettes : le riz sauvage»)
- 1980 — Canada Vignettes: June in Povungnituk — Quebec Arctic
- 1984 — Incident at Restigouche (фр. «Les événements de Restigouche»)
- 1986 — Richard Cardinal: Cry from a Diary of a Métis Child (фр. «Richard Cardinal : le cri d’un enfant métis») — режиссёр/сценарист/продюсер
- 1987 — Poundmaker’s Lodge: A Healing Place (фр. «La Maison Poundmaker : la voie de la guérison»)
- 1988 — No Address (фр. «Sans adresse»)
- 1991 — Le patro Le Prévost 80 ans après (фр. «Le Patro Le Prévost 80 Years Later»)
- 1991 — Walker
- 1993 — Kanehsatake 270 Years of Resistance (фр. «Kanehsatake — 270 ans de résistance») — режиссёр/сценарист/продюсер
- 1995 — My Name Is Kahentiiosta (фр. «Je m’appelle Kahentiiosta») — режиссёр/сценарист/продюсер
- 1997 — Spudwrench: Kahnawake Man (фр. «Spudwrench : l’homme de Kahnawake») — режиссёр/сценарист/продюсер
- 2000 — Rocks at Whiskey Trench (фр. «Pluie de pierres à Whiskey Trench») — режиссёр/сценарист/продюсер
- 2002 — Is the Crown at War with Us? (фр. «La Couronne cherche-t-elle à nous faire la guerre?») — режиссёр/сценарист/продюсер
- 2003 — For John — продюсер
- 2003 — Our Nationhood (фр. «La survie de nos enfants») — режиссёр/сценарист/продюсер
- 2005 — Sigwan — режиссёр/сценарист/продюсер
- 2006 — Waban-Aki: People from Where the Sun Rises (фр. «Waban-Aki : peuple du soleil levant») — режиссёр/сценарист/продюсер
- 2007 — Gene Boy Came Home (фр. «Gene Boy revient chez lui») — режиссёр/сценарист/продюсер
- 2009 — Professor Norman Cornett: 'Since when do we divorce the right answer from an honest answer?' (фр. «Professeur Norman Cornett : 'Depuis quand ressent-on l’obligation de répondre correctement au lieu de répondre honnêtement?'»)
- 2010 — When All the Leaves Are Gone (фр. «Quand toutes les feuilles seront tombées»)
- 2012 — The People of the Kattawapiskak River (фр. «Le peuple de la rivière Kattawapiskak») — режиссёр/сценарист/продюсер
- 2013 — Hi-Ho Mistahey! — режиссёр/сценарист/продюсер
- 2014 — Children’s Court Case
- 2014 — Trick or Treaty? — режиссёр/сценарист/продюсер
- 2016 — We Can’t Make the Same Mistake Twice
- 2017 — Norway House[37]

## литература
- Alanis Obomsawin: The Vision of a Native Filmmaker, by Randolph Lewis, published in 2006 by the University of Nebraska Press (англ.)
- Jerry White, «Alanis Obomsawin, Documentary Form and the Canadian Nation(s)» in: CineAction[англ.], number 49, pp. 26–36 (англ.)
- Harewood, Adrian. Alanis Obomsawin: a portrait of a first nation's filmmaker (англ.) // Take One[англ.] : journal. — 2003. — 1 June.